# Air Premia
Air Premia, Inc. (кор. 에어프레미아㈜) — южнокорейская авиакомпания, базирующаяся в Сеуле. Описывает себя как «гибридную авиакомпанию», предоставляющую более высокий уровень обслуживания, чем бюджетные авиакомпании, при более низких эксплуатационных расходах, чем у крупных перевозчиков с полным спектром услуг. Основана в 2017 году бывшим президентом Jeju Air Ким Чон Чхолем.
Авиакомпания нацелена на международные перевозки из своего хаба в аэропорту Инчхон в страны Азии, Европы и Северной Америки. Эксплуатирует воздушный парк из пяти авиалайнеров Boeing 787-9.

## История
Авиакомпания Air Premia была учреждена 27 июля 2017 года экс-президентом Jeju Air Ким Чон Чхолем. В апреле 2019 года сообщалось, что перевозчик намеревается начать деятельность в 2020 году и взять в лизинг у Air Lease Corporation (ALC) три самолёта Boeing 787-9, но позднее было объявлено о покупке пяти лайнеров этого типа. Первоначально предполагалось, что Air Premia будет выполнять полёты только в страны Юго-Восточной Азии, однако затем в потенциальную маршрутную сеть включены Лос-Анджелес и Сан-Хосе (с планируемым началом выполнения рейсов в 2021 году), а также Гонолулу, Ванкувер, Мюнхен и Кэрнс.
В апреле 2021 года Air Premia получила первый Boeing 787-9, при этом заявлялось о намерениях увеличить число эксплуатируемых лайнеров этого типа к концу 2024 года до 10 самолётов. 11 августа 2021 года авиакомпания выполнила первый рейс — внутренний полёт между Сеулом и Чеджудо. Выполнение внутренних рейсов прекратилось 30 октября 2021 года, поскольку авиакомпания переориентировалась на выполнение исключительно международных полётов. Они включают в себя регулярные, чартерные, пассажирские и специализированные грузовые перевозки в пункты назначения в Азии, Европе и Северной Америке.

## Корпоративные данные
В 2023 году объём продаж составил 375,1 миллиарда вон, а операционная прибыль — 18,6 млрд вон. Продажи выросли на 605 % по сравнению с 2022 годом (53,2 миллиарда вон), что стало самым высоким показателем за всю историю перевозчика. Впервые с момента своего основания в 2017 году компания зафиксировала положительную операционную прибыль. За 2023 год авиакомпания перевезла 671,5 тысяч пассажиров.

## Пункты назначения
По состоянию на октябрь 2024 года Air Premia выполняет или выполняла рейсы в следующие пункты назначения:
| Страна      | Город         | Аэропорт                                      | Начало           | Окончание       | Примечания | Ссылки               |
| ----------- | ------------- | --------------------------------------------- | ---------------- | --------------- | ---------- | -------------------- |
| Бангладеш   | Дакка         | международный аэропорт Хазрат Шахджалал       | 3 октября 2023   | н. в.           | Чартер     | [ 13 ] [ 14 ]        |
| Германия    | Франкфурт     | аэропорт Франкфурт-на-Майне                   | 27 июня 2023     | 20 декабря 2023 | Прекращено | [ 15 ] [ 16 ]        |
| Гонконг     | Гонконг       | международный аэропорт Гонконг                | 23 января 2025   | TBA             | TBA        | [ 17 ]               |
| Япония      | Токио         | международный аэропорт Нарита                 | 23 декабря 2022  | н. в.           |            | [ 18 ]               |
| Норвегия    | Осло          | аэропорт Осло, Гардермуэн                     | 11 мая 2023      | н. в.           | Чартер     | [ 19 ]               |
| Сингапур    | Сингапур      | аэропорт Сингапур—Чанги                       | 24 декабря 2021  | 26 марта 2023   | Прекращено | [ 20 ] [ 21 ]        |
| Южная Корея | Чеджу         | международный аэропорт Чеджу                  | 11 августа 2021  | 30 октября 2021 | Прекращено | [ 22 ] [ 23 ]        |
| Южная Корея | Сеул          | международный аэропорт Кимпхо                 | 11 августа 2021  | 30 октября 2021 | Прекращено | [ 22 ] [ 23 ]        |
| Южная Корея | Сеул          | международный аэропорт Инчхон                 | 24 декабря 2021  | н. в.           | Хаб        | [ 20 ] [ 24 ]        |
| Испания     | Барселона     | международный аэропорт Барселона—Эль-Прат     | 11 сентября 2023 | н. в.           | Чартер     | [ 25 ]               |
| Таиланд     | Бангкок       | аэропорт Суварнабхуми                         | 11 марта 2022    | н. в.           |            | [ 26 ] [ 27 ] [ 28 ] |
| Турция      | Анкара        | аэропорт Анкара—Эсенбога                      | 27 августа 2022  | 12 ноября 2022  | Прекращено | [ 29 ]               |
| США         | Гонолулу      | международный аэропорт имени Дэниела К. Иноуэ | 31 декабря 2023  | 4 марта 2024    | Прекращено | [ 30 ]               |
| США         | Лос-Анджелес  | международный аэропорт Лос-Анджелес           | 15 октября 2022  | н. в.           |            | [ 31 ]               |
| США         | Ньюарк        | международный аэропорт Ньюарк Либерти         | 22 мая 2023      | н. в.           |            | [ 32 ]               |
| США         | Сан-Франциско | международный аэропорт Сан-Франциско          | 17 мая 2024      | н. в.           |            | [ 33 ]               |
| Вьетнам     | Дананг        | международный аэропорт Дананг                 | 23 января 2025   | TBA             | TBA        | [ 34 ]               |
| Вьетнам     | Хошимин       | международный аэропорт Таншоннят              | 12 января 2022   | 29 октября 2023 | Прекращено | [ 35 ] [ 36 ] [ 37 ] |

## Интерлайн-соглашения
Air Premia имеет интерлайн-соглашения со следующими авиакомпаниями:
- Alaska Airlines[38]
- Korean Air[39]

## Флот

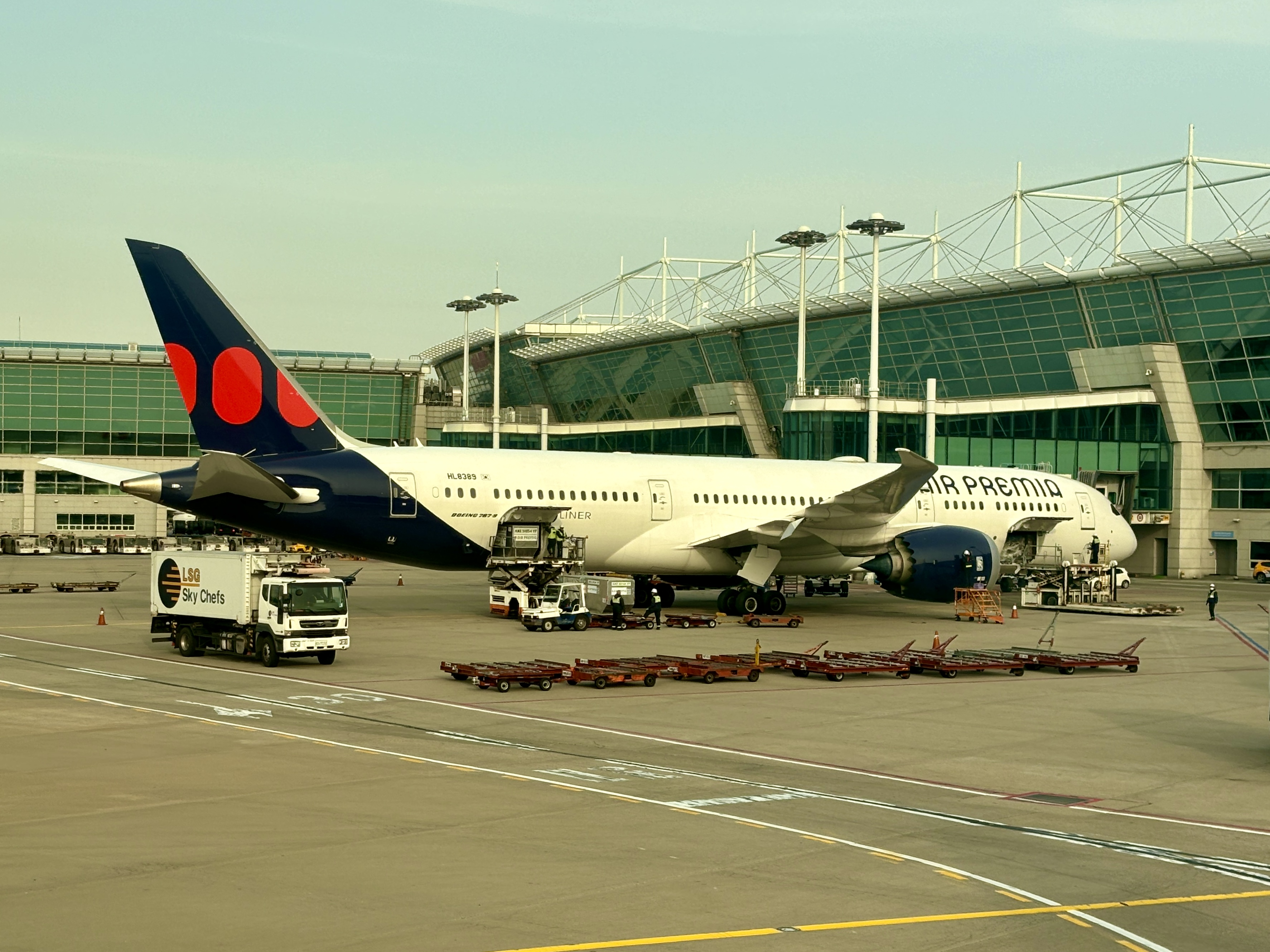
Boeing 787-9 авиакомпании Air Premia в международном аэропорту Инчхон

По состоянию на январь 2024 года Air Premia эксплуатирует следующий парк воздушных судов:
| Тип          | Кол-во | Заказ | Места | Места | Места | Примечания      |
| Тип          | Кол-во | Заказ | C     | Y     | Всего | Примечания      |
| ------------ | ------ | ----- | ----- | ----- | ----- | --------------- |
| Boeing 787-9 | 5      | 4     | 56    | 253   | 309   | Поставки с 2024 |
| Boeing 787-9 | 5      | 4     | 56    | 264   | 320   | Поставки с 2024 |
| Всего        | 5      | 4     |       |       |       |                 |

### История
Первоначально планировалось, что авиапарк Air Premia будет состоять из трёх самолетов Boeing 787-9, но позже количество было увеличено до пяти. В начале 2024 года объявлено, что в течение года компания планирует увеличить свой парк за счёт четырёх дополнительных Boeing 787-9, взятых в лизинг у Korean Air, в рамках решения проблем конкуренции в связи с планируемым слиянием Korean Air и Asiana Airlines.

## Обслуживание
На своих самолётах Air Premia имеет два класса обслуживания пассажиров. Салон премиум-эконом-класса (брендирован как Premia 42) состоит из 56 кресел, расположенных по схеме 2-3-2. В эконом-классе (брендирован как Economy 35) — 253 или 264 места, которые расположены по схеме 3-3-3. В отличие от бюджетных авиакомпаний, Air Premia предлагает различные бесплатные услуги на борту, не взимая за них дополнительные сборы, в том числе провоз багажа, питание в полёте и система развлечений. Тем не менее, авиакомпания по-прежнему предоставляет некоторые платные услуги на борту, такие как беспошлинная торговля и доступ к Wi-Fi.